# 크리스천 만즈
크리스천 만즈(Christian Manz)는 영국의 시각 효과 아티스트이다. 영화 해리 포터와 죽음의 성물 1부로 아카데미상 아카데미 시각효과상 부문에 후보로 올랐다. 또한 세 차례 영국 아카데미 영화상 후보로 지명되었다. 시각 효과 스튜디오인 프레임스토어에 소속되어 영화 부문 크리에이티브 디렉터로도 활동하고 있다.

## 주요 필모그래피
- 드래곤 길들이기,[4] 프로덕션 VFX 슈퍼바이저
- 신비한 동물들과 덤블도어의 비밀,[5][6] 프로덕션 VFX 슈퍼바이저
- 신비한 동물들과 그린델왈드의 범죄,[7][8] 프로덕션 VFX 슈퍼바이저
- 신비한 동물사전,[9][10] 프로덕션 VFX 슈퍼바이저
- 드라큘라: 전설의 시작,[11] 프로덕션 VFX 슈퍼바이저
- 47 로닌, 프로덕션 VFX 슈퍼바이저
- 해리 포터와 죽음의 성물 1부 (2010; 팀 버크, 존 리처드슨 및 니콜라스 아이타디와 공동 후보)

## 수상
- 2023년 VES 어워드 장편 시각효과상 후보,[12] 신비한 동물들과 덤블도어의 비밀
- 2019년 BAFTA 시각효과상 후보,[13] 신비한 동물들과 그린델왈드의 범죄
- 2017년 BAFTA 후보, BAFTA 특수 시각 효과상 신비한 동물사전
- 2017년 VES 어워드 후보, 신비한 동물사전의 실사 장편 영화 부문 뛰어난 시각 효과
- 2011년 아카데미상 후보, 아카데미 시각효과상 해리 포터와 죽음의 성물: 1부
- 2011년 BAFTA 후보, 해리 포터와 죽음의 성물: 1부의 최고 특수 시각 효과
- 2011년 크리틱스 초이스 어워드 후보, 크리틱스 초이스 영화상 시각 효과상 해리 포터와 죽음의 성물: 1부
- 2009년 BAFTA TV 어워드 시각효과상후보, 프라이미벌
- 2005년 VES 어워드 수상, 스페이스 오디세이: 행성 여행의 방송 프로그램 부문 시각효과상
- 2003년 VES 어워드 수상, 디노토피아의 TV 프로그램, 뮤직 비디오 또는 광고 부문 시각효과상